# 莱吉纳斯·谢佩蒂斯
莱吉纳斯·克莱门索维奇·谢佩蒂斯（俄语：Лёнгинас Клеменсович Шепетис，1927年11月23日—2017年12月8日），立陶宛人，苏联、立陶宛政治人物，美学家，文学博士学位。曾任立共中央科教文卫部副部长、部长，立共中央意识形态部部长，立陶宛苏维埃社会主义共和国文化部长、最高苏维埃主席，立陶宛能源部发言人等职。

## 生平
- 1927年11月23日出生于立陶宛乌克梅尔盖区Kazliškių村。
- 1947年-1953年，考纳斯理工学院学习，获建筑工程师资格。
- 1953年-1957年，考纳斯理工学院助教、讲师。1955年加入苏联共产党。
- 1957年-1958年，立陶宛共青团中央委员会工作。
- 1958年-1960年，立共中央科教文卫部副部长。
- 1960年-1963年，苏共中央社科院学习。1963年获文学博士候选人资格。
- 1963年-1968年，立陶宛艺术学院讲师、副教授。期间，1963年-1964年兼任立共中央意识形态部部长。1964年-1968年兼任立共中央科教文卫部长。
- 1967年-1976年，立陶宛苏维埃社会主义共和国文化部长。
- 1976年-1989年，立共中央书记处书记。1987年获文学博士学位并当选立陶宛苏维埃社会主义共和国科学院通讯院士。
- 1981年6月-1990年3月，立陶宛苏维埃社会主义共和国最高苏维埃主席。1984年-1990年3月兼任苏联最高苏维埃主席团副主席。
- 1990年3月-1992年，立陶宛共和国最高委员会，议会副主席。1990年，他在《立陶宛复国法案》上签字并宣布立陶宛独立。立陶宛的三色国旗和国歌得以合法使用。
- 1990年-1992年，立陶宛最高委员会结构和运作原则工作组组长兼教育、科学和文化常设委员会委员。期间，1991年-1992年兼任第4届最高委员会选举计票组成员，卫生和社会事务委员会委员。
- 1995年-1997年，立陶宛能源部发言人。
- 1997年起退休。
- 2017年12月8日于维尔纽斯逝世，享年90岁。葬于安塔卡尔尼斯公墓。[2]

谢佩蒂斯是苏共26大代表；第11届苏联最高苏维埃民族院代表，第7-12届立陶宛苏维埃社会主义共和国最高苏维埃代表。他出版了多部美学和艺术史相关著作。

## 荣誉
- 三次劳动红旗勋章
- 各民族人民友谊勋章
- 荣誉勋章
- 立陶宛独立勋章